# Carlos Banteur
Carlos Banteur Suárez (* 13. Oktober 1986 in Santiago de Cuba) ist ein kubanischer Boxer. Er gewann bei den Olympischen Spielen 2008 in Peking eine Silbermedaille im Weltergewicht.

## Werdegang
Carlos Banteur begann als Jugendlicher in seiner Geburtsstadt Santiago de Cuba, der Stadt, wo er immer noch lebt, mit dem Boxen. Er entwickelte sich rasch zu einem hervorragenden Boxer und wurde 2004 kubanischer Juniorenmeister. Er startete in diesem Jahr auch schon bei der kubanischen Meisterschaft der Senioren und kam im Halbweltergewicht hinter Estenio Gutiérrez und Yudel Johnson auf einen sehr guten 3. Platz. Bei einer Größe von 1,85 Metern bringt er hervorragende körperliche Voraussetzungen mit, was seine Reichweite betrifft. Er boxte lange im Halbweltergewicht (Klasse bis 64 kg Körpergewicht), ehe er 2007 in das Weltergewicht (Klasse bis 69 kg Körpergewicht) wechselte.
Seinen Einstand bei internationalen Meisterschaften gab er im Jahre 2004 bei der Junioren-Weltmeisterschaft im südkoreanischen Jeju-si. Mit drei vorzeitigen Siegen und einem Punktsieg wurde er in Jeju in überlegenem Stil Junioren-Weltmeister im Halbweltergewicht.
Bei der kubanischen Meisterschaft 2005 unterlag Carlos Banteur im Viertelfinale gegen Titelverteidiger Estenio Gutiérrez nach Punkten und landete deshalb auf dem 5. Platz. Im selben Jahr boxte er auch erstmals in Deutschland. Beim Chemiepokal in Halle (Saale) besiegte er dabei im Halbweltergewicht Robby Siebert aus Deutschland nach Punkten und Martin Swoboda aus Tschechien durch Abbruch in der 3. Runde und kam mit einem kampflosen Sieg über Dilschod Mahmudow, Usbekistan zum Turniersieg im Halbweltergewicht. Beim "Giraldo Córdova Cardín"-Memorial in Havanna, dem größten kubanischen Turnier auf internationaler Ebene, kam er mit Siegen über William Mena, Dominikanische Republik und Azimkhan Beisenbajew aus Kasachstan ins Finale, in dem er seinem Landsmann Inocente Fiss nach Punkten (4:7) unterlag. Er wurde dann im Oktober 2005 beim AIBA-World-Cup in Moskau, einem Turnier, das in Form von Länderkämpfen ausgetragen wurde, zum Einsatz, musste dort aber Lehrgeld bezahlen, denn er verlor sowohl gegen Kunat Orakgajew aus Kasachstan (36:44) als auch gegen Oleg Komissarow aus Russland (25:30) jeweils nach Punkten.
Bei der kubanischen Meisterschaft 2006 erreichte Carlos Banteur das Finale, in dem er allerdings Inocente Fiss knapp nach Punkten (23:24) unterlag und mit dem Vizemeistertitel zufrieden sein musste. Bei der sog. 3. Kubanischen Olympiade, einem internationalen Turnier in Havanna, erreichte er mit drei Siegen das Finale, in dem er gegen Yudel Johnson, Kuba, nach Punkten unterlag. Die Qualifikation für die Weltmeisterschaft in Mianyang/Volksrepublik China gelang ihm noch nicht.
Im Jahre 2007 verlor Carlos Banteur bei der kubanischen Meisterschaft im Halbweltergewicht schon im Achtelfinale gegen Andres Aldana, weil er wegen einer Verletzung aufgeben musste und landete damit auf dem 9. Platz. Er zog daraus seine Konsequenzen und wechselte in die nächsthöhere Gewichtsklasse, das Weltergewicht. Er kam in dieser Gewichtsklasse aber bei den Panamerikanischen Spielen in Rio de Janeiro nicht zum Einsatz. Nachdem bei dieser Meisterschaft mehrere Boxer die kubanische Mannschaft verließen und in den Vereinigten Staaten und in Deutschland um politisches Asyl nachsuchten, nahm Kuba nicht an der Weltmeisterschaft 2007 in Chicago teil, weil dort „die Sicherheit der kubanischen Mannschaft nicht gewährleistet sei“. In Wirklichkeit hatte man wohl Angst, dass weitere Boxer nicht von der Auslandsreise zurückkehren würden.
Durch diese Nichtteilnahme mussten sich die kubanischen Boxer für die Olympischen Spiele in Peking erst qualifizieren. Nachdem der beste kubanische Boxer im Weltergewicht, Erislandi Lara nach seinem abgebrochenen Fluchtversuch von Rio de Janeiro vom kubanischen Verband auf Lebenszeit vom aktiven Sport ausgeschlossen wurde, war Carlos Banteur in Kuba die Nr. 1 im Weltergewicht. Er gewann im März 2008 in Port of Spain/Trinidad beim 1. amerikanischen Qualifikationsturnier für Peking mit vier Siegen die Konkurrenz im Weltergewicht und erkämpfte sich damit das Startrecht bei den Olympischen Spielen. Anschließend gewann er drei hochrangig besetzte internationale Turniere in Kiew, Valencia/Venezuela und Havanna. Beim Strandja-Turnier in Plowdiw/Bulgarien unterlag er allerdings schon in seinem ersten Kampf gegen den Engländer Billy Joe Saunders nach Punkten. Er siegte dann auch noch bei der panamerikanischen Meisterschaft 2008 in Cuenca/Ecuador im Weltergewicht. Im Finale dieser Meisterschaft besiegte er John Jackson aus den Virgin Islands klar nach Punkten.
Nach einer intensiven Vorbereitung auf die Olympischen Spiele in Ecuador kam Carlos Banteur in Peking zu Punktsiegen über Billy Joe Saunders, den er diesmal mit 13:6 Treffern sicher beherrschte, Hosam Bakr Abdin aus Ägypten (10:2) und Qanat Ïsläm aus China (17:4) und stand damit im Endkampf um die Goldmedaille dem Kasachen Baqit Sarsekbajew gegenüber. Sarsekbajew diktierte diesen Kampf und ließ Carlos Banteur keine Siegchance (9:18). Carlos Banteur schaffte es also nicht, wie auch kein anderer seiner Staffelkameraden, in Peking eine Goldmedaille im Boxen zu gewinnen.
Zum Abschluss des Jahres 2008 gewann er aber dann im Dezember beim Weltcup in Moskau die Konkurrenz im Weltergewicht. Im Halbfinale gewann er dort gegen Jack Culcay-Keth aus Deutschland und im Finale gegen Dilschod Mahmudow aus Usbekistan jeweils mit 15:4 Treffern nach Punkten.
Bei den AIBA-Weltmeisterschaften in Mailand im September 2009 schied der als Turnierfavorit gesetzte Banteur unerwartet bereits in seinem zweiten Kampf gegen den Kanadier Mikael Zewski aus (2:5), nachdem er sich zuvor klar gegen den US-Amerikaner Errol Spence durchgesetzt hatte (11:1).
2010 nahm Banteur an den Panamerikanischen Meisterschaften teil und errang nach einer Finalniederlage gegen Myke Carvalho, Brasilien (9:6), die Silbermedaille. Bei den Weltmeisterschaften im Folgejahr schied er bereits in der Vorrunde gegen Taras Shelestyuk, Ukraine (17:15), aus, jedoch konnte er im selben Jahr die Panamerikanischen Spiele gewinnen.
Im Jahr 2012 wurde Banteur wegen nicht spezifizierter „Disziplinlosigkeiten“ mit einer Wettkampfsperre belegt, aufgrund derer er ebenso wie Emilio Correa nicht in die kubanische Olympiamannschaft der Sommerspiele in London aufgenommen wurde. Nach Ablauf von mehr als der Hälfte der verhängten Frist wurde die Sperre Ende des Jahres aufgehoben. Seit seiner Rückkehr im Dezember 2012 zu den kubanischen Meisterschaften tritt Banteur in der 75-kg-Klasse an. Bei seinem Debüt im Mittelgewicht erreichte er das Finale, das er 15:23 gegen Yasiel Despaigne aus Pinar del Río verlor. 2013 durfte er wieder mit dem Nationalteam zu Wettkämpfen ins Ausland reisen.

## Internationale Erfolge
(OS = Olympische Spiele, WM = Weltmeisterschaft, Hw = Halbweltergewicht, We = Weltergewicht, Mi = Mittelgewicht, bis 64 kg bzw. 69 kg und 75 kg Körpergewicht)
- 2004, 1. Platz, Junioren-WM in Jeju-si/Südkorea, Hw, mit einem Abbruchsieg in der 2. Runde über Tsai Yao Chun, Taiwan, einem Punktsieg über Hassan Hosam, Ägypten und Abbruchsiegen in der 2. bzw. 3. Runde über Anatoli Andrejew, Moldawien u. Armen Owsepjan, Russland;
- 2005, 2. Platz, "Giraldo Córdova Cardín"-Memorial in Cienfuegos, Hw, mit Siegen über William Mena, Dom. Rep. (29:5) u. Azimkhan Beisenbajew, Kasachstan (17:5) u. einer Punktniederlage gegen Inocente Fiss, Kuba (4:7);
- 2005, 1. Platz, Chemiepokal in Halle (Saale), Hw, mit Siegen über Robby Siebert, BRD, Martin Svoboda, Tschechien u. Dilschod Mahmudow, Usbekistan;
- 2005, 5. Platz, "Batalla de Carabobo" in Valencia/Venezuela, Hw, nach einer Niederlage gegen Johnny Sanchez, Venezuela (10:12);
- 2006, 2. Platz, 3. Kuban. Olympiade in Havanna, Hw, mit Punktsiegen über Omur Moreno, Venezuela 823:7) u. Myke Carvalho, Brasilien (11:4) u. einem Abbruchsieg i.d.e 3. Runde über Johnny Sanchez, Venezuela und einer Punktniederlage im Finale gegen Yudel Johnson, Kuba (6:12);
- 2007, 2. Platz, "Batalla de Carabobo" in Valencia/Venezuela, We, mit einem Abbruchsieg über Walker Julio, Venezuela, einem Punktsieg über Omar Moreno, Venezuela (3:2) u. einer Punktniederlage gegen Juan Carlos Prado, Venezuela (13:27);
- 2008, 1. Platz, 1. amerik. Olympia-Qualifikations-Turnier in Port of Spain/Trinidad, We, mit einem Abbruchsieg in der 2. Runde über Ricardo Brown, Jamaika u. Punktsiegen über Omar Moreno, Oscar Molina, USA u. John Jackson, Virgin Islands;
- 2008, 9. Platz, Strandja-Turnier in Plowdiw/Bulgarien, We, nach einer Punktniederlage gegen Billy Joe Saunders, England;
- 2008, 1. Platz, 4. Kuban. Olympiade in Havanna, We, mit Punktsiegen über Alexander Rakislow, Russland (5:4), Domisio Rondón, Venezuela (10:2), Miguel Guerra, Kuba (1:0) u. Yudel Johnson, Kuba (4:0);
- 2008, 1. Platz, Copa Independencia in Santiago de los Caballeros/Dom. Rep., We, mit Punktsiegen über Taureano Johnson, Bahamas, Gilbert Castillo, Dominikanische Republik (10:8) und Janer Gonzalez, Ekuador (12:4);
- 2008, 1. Platz, Panamerikanische Meisterschaft in Cuenca/Ekuador, We, mit einem Abbruchsieg in der 1. Runde über Matthew Robinson, Barbados, einem kampflosen Sieg über Ricardo Reyes, Puerto Rico u. einem Punktsieg über John Jackson Virgin Islands (5:1);
- 2008, 1. Platz, Brüder-Klitschko-Turnier in Kiew, We, mit Punktsiegen über Mujandjae Kasuto, Namibia (13:4), Onder Sipal, Türkei (6:0), Maxim Golowaschtschenko, Ukraine (18:3) u. Sergei Sitnikow, Russland (8:0);
- 2008, Silbermedaille, OS in Peking, We, mit Punktsiegen über Billy Joe Saunders (13:6), Hosma Abdin, Ägypten (10:2) u. Qanat Ïsläm, Volksrepublik China (17:4) u. einer Punktniederlage im Finale gegen Baqit Sarsekbajew, Kasachstan 89:18);
- 2008, 1. Platz, Welt-Cup in Moskau, We, mit Punktsiegen über Dimitri Iwanow, Russland (14:2), Jack Robert Culcay, Deutschland (15:4) u. Dilschod Mahmudow (15:4)
- 2009, 1. Platz, "Giraldo Córdova Cardín"-Memorial in Sancti Spíritus, We, mit Siegen über Carlos Sánchez, Ekuador (5:0), Wilson Calvo, Kuba (4:0) u. Cristian Peguero, Puerto Rico (9:0)
- 2009 9. Platz, Weltmeisterschaft in Mailand, We, mit einem Punktsieg über Errol Spence, USA u. einer Punktniederlage gegen Mike Zewski, Kanada (2:5)
- 2010, 2. Platz, Panamerikanische Meisterschaft in Quito/Ekuador, We, mit einem KO-Sieg in der 1. Runde über Gabriel Maestre, Venezuela, einem Punktsieg über Brian Castano, Argentinien (6:0) u. einer Punktniederlage gegen Myke Carvalho, Brasilien (6:9)

## Länderkämpfe
- 2005 in Moskau, Kuba gegen Kasachstan, Hw, Punktniederlage gegen Kunat Orakbajew,
- 2005 in Moskau, Russland gegen Kuba, Hw, Punktniederlage gegen Oleg Komissarow,
- 2007 in Kiew, Ukraine gegen Kuba, We, Punktsieg gegen Alexander Stretskiy,
- 2007 in Krywyj Rih, Ukraine gegen Kuba, We, Punktsieg gegen Yevhen Khytrov,
- 2008 in Havanna, Kuba gegen Frankreich, We, Punktsieg gegen Jaoid Chiguer,
- 2009 in Mailand, Italien gegen Kuba, We, Punktsieg gegen Alessandro Marziali,
- 2009 in Modena, Italien gegen Kuba, We, Punktsieg gegen Carmine Cirillo,
- 2009 in Paris, Frankreich gegen Kuba, We, Punktsieg gegen Nordine Samoudi,
- 2009 in La Teste-de-Buch, Frankreich gegen Kuba, We, Unentschieden gegen Adriani Vastine,
- 2009 in Levallois, Frankreich gegen Kuba, We, Punktsieg gegen Jaoid Chiguer.

## Kubanische Meisterschaften
- 2004, 3. Platz, Hw, hinter Estenio Gutiérrez u. Yudel Johnson,
- 2005, 5. Platz, Hw, nach Punktniederlage im Viertelfinale gegen Estenio Gutiérrez,
- 2006, 2. Platz, Hw, nach Punktniederlage im Finale gegen Inocente Fiss,
- 2007, 9. Platz, Hw, nach Abbruchniederlage 1. Runde (Verletzung) im Achtelfinale gegen Andrés Aldana,
- 2008, 1. Platz, We, nach Punktsieg über Yudel Johnson
- 2009, 1. Platz, We, nach Punktsieg über Wilson Calvo
- 2010, 1. Platz, We, nach Punktsieg über Wilson Calvo
- 2011, 1. Platz, We, nach Punktsieg über Arisnoide Despaigne
- 2012, 2. Platz, Mi, nach Punktniederlage im Finale gegen Yasiel Despaigne